# Оулавюр Гюннарссон
Оулавюр Гюннарссон (исл. Ólafur Gunnarsson; род. 18 июля 1948, Рейкьявик) — исландский писатель и переводчик, лауреат Исландской литературной премии (2003).

## Биография
Оулавюр Гуннарсон родился 18 июля 1948 года в Рейкьявике.
В 2003 году опубликовал исторический роман «Топор и земля» (Öxin og jörðin), действие которого происходит в эпоху Реформации. Название романа отсылает к крылатым словам. Согласно Йоуну Эйильссону (Jón Eigilsson; 1548—1634) преподобный Йоун Бьяднарсон (Jón Bjarnarson) предложил казнить пленников, епископа Хоуларского Йоуна Арасона и его сыновей Ари (Ari Jónsson) и Бьёдна (Björn Jónsson), заявив: «Топор и земля устерегут их лучше» (Öxin og jörðin geymir þá best). За этот роман Оулавюр Гюннарссон получил Исландскую литературную премию.
В 2005 году опубликовал исторический роман «Выкуп головы» (Höfuðlausn), действие которого происходит в начале XX века, а название отсылает к «Саге об Эгиле».